# Wegetarianizm

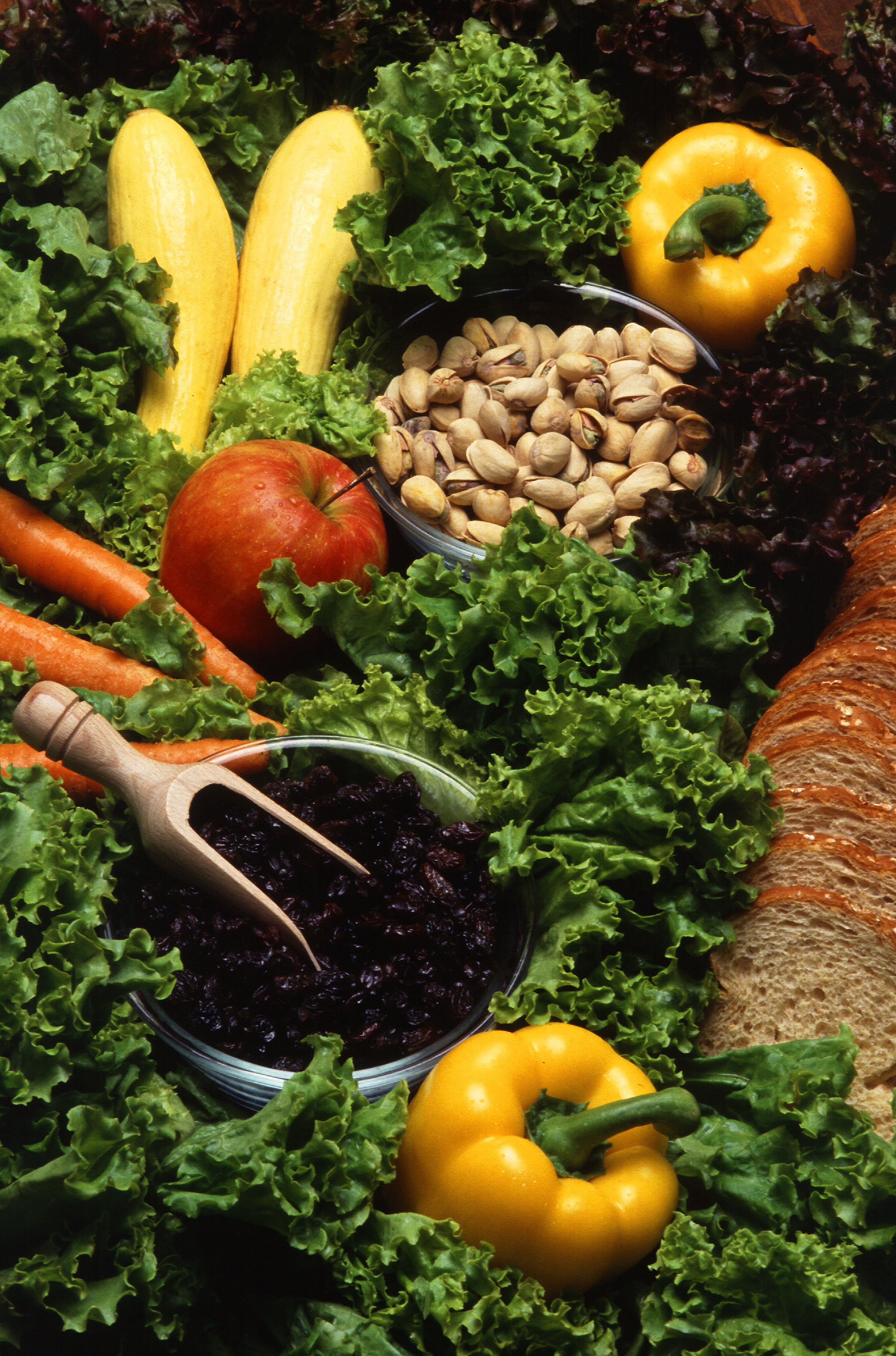
Warzywa, owoce, orzechy, grzyby, rośliny strączkowe – podstawa wegetariańskiej diety

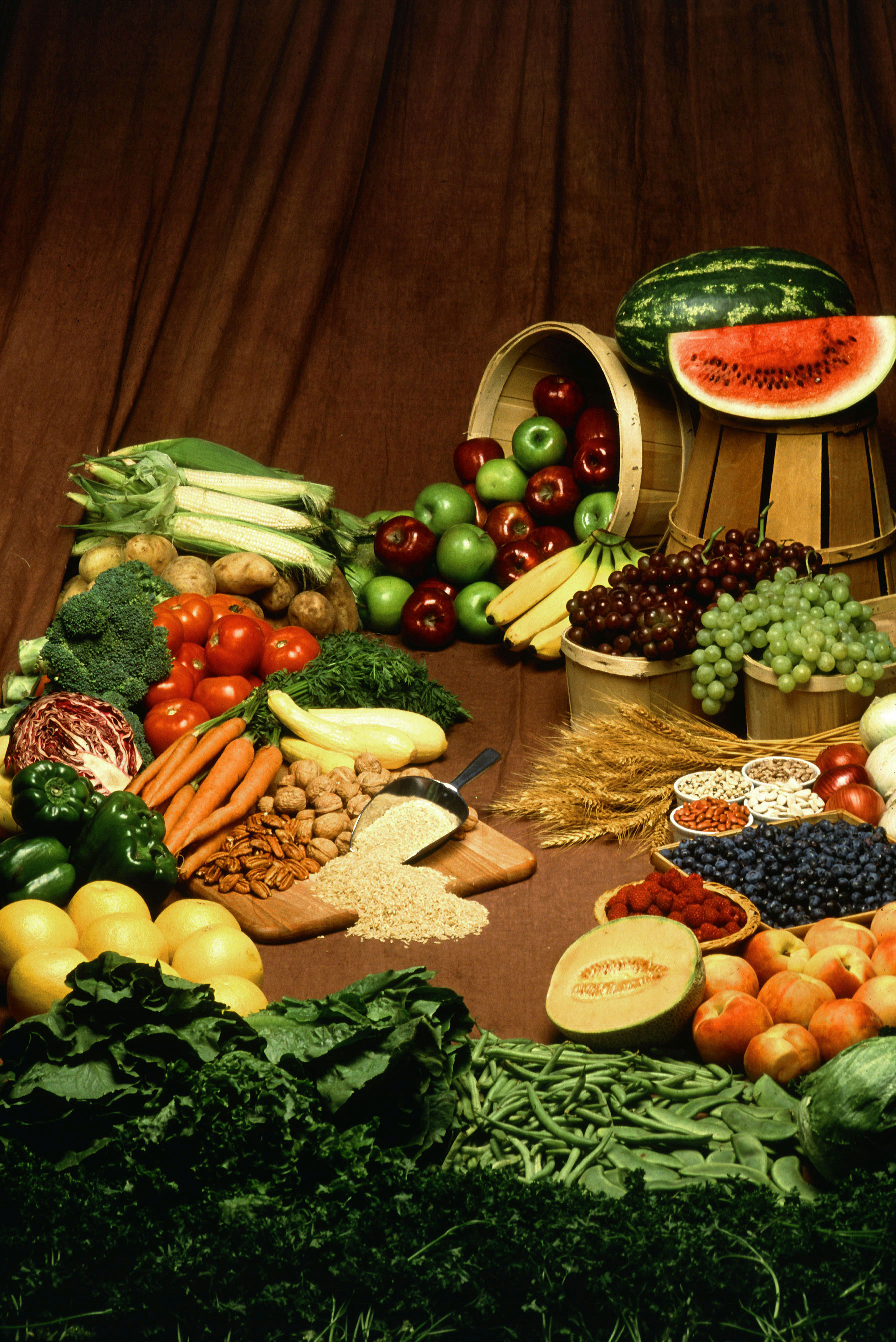
Składniki wegetariańskiej diety

Wegetarianizm, dawniej jarstwo – świadome i celowe wyłączanie z diety mięsa, w tym ryb, owoców morza i owadów. Wiąże się również z unikaniem innych produktów pochodzenia zwierzęcego, w szczególności pochodzących z uboju, takich jak smalec lub żelatyna.
Wegetarianizm może być wybrany z pobudek moralnych, religijnych, zdrowotnych, ekologicznych, bądź ekonomicznych. Zróżnicowana dieta wegetariańska jest odpowiednia dla ludzi w każdym wieku.
Wegetarianizm rozwinął się na subkontynencie indyjskim w II tysiącleciu p.n.e. Miał wówczas charakter czysto religijny, przedhinduistyczny. W Europie pojawił się w VI wieku p.n.e., uważa się, że pitagorejczycy byli pierwszym ruchem stawiającym nacisk na etyczne wartości wegetarianizmu. Leonardo da Vinci był najprawdopodobniej, pierwszym znanym wegetarianinem z powodów wyłącznie etycznych od czasu Porfiriusza.

## Historia
Wegetarianizm wywodzi się z Indii, a niezależnie od tego także z greckiego kręgu kulturowego (Wschodni obszar Morza Śródziemnego, południowe Włochy). W obu tych regionach od początku był integralną częścią religijno-filozoficznego systemu wierzeń. Nie udało się jak dotąd udowodnić, że wegetarianizm był powszechny u jakiegokolwiek innego narodu na tak wielką skalę. W antyku był on ograniczony do małej liczby zwolenników, którzy byli reprezentantami wyższych warstw społecznych i byli to filozofowie oraz uczeni. Duża część ludności odżywiała się nieprawidłowo i ich dieta była uboga w mięso. Ulubioną potrawą była ryba.
Idea żywienia na bazie roślinnej po raz pierwszy pojawiła się w mitologii. W Odysei Homera jest mowa o narodzie Lotofagów, lubujących się w naturze i pokoju. Odżywiali się oni słodkimi owocami magicznej rośliny zapomnienia – lotosu. Diodor opisuje ludy w Etiopii, których pożywienie było ograniczone do szczególnych gatunków roślin. Opowiadania te, których jest w antyku więcej, noszą znamiona legendarne i dlatego też uchodzą za niewiarygodne i częściowo bajkowe. Często narodom, które nie jadały mięsa, przypisywano pozytywne cechy pobożności, sprawiedliwości i pokojowości.
Wśród ludów greckich istniały religijne ruchy, których członkowie rezygnowali z jedzenia jaj i mięsa zwierząt ofiarnych. Wierzyli oni w wędrówkę dusz, co nadawało życiu zwierzęcemu wyższą wartość. W dużej mierze ich wegetarianizm był motywowany względami etycznymi. Podkreślali oni jedność człowieka i zwierząt. Zagadnienie etycznych obowiązków względem zwierząt było kontrowersyjne.
W późnym chrześcijaństwie i średniowiecznym Kościele wielu mnichów rezygnowało z mięsa w ramach ascezy. Wegetarianizm znacznie zyskał na znaczeniu pod koniec XIX wieku, kiedy to utworzono liczne stowarzyszenia wegetariańskie. Jednym ze znanych wegetarian był Richard Wagner. Dążył on do ogólnej rezygnacji ze spożycia mięsa oraz doświadczeń na zwierzętach. W 1908 r. powstała Międzynarodowa Unia Wegetariańska (International Vegetarian Union – IVU) jako instytucja nadrzędna dla innych mniejszych wegetariańskich stowarzyszeń. W Szwajcarii lekarz Maximilian Oskar Bicher-Benner reprezentował pogląd, że jedzenie wegetariańskie jest metodą leczniczą.

## Odmiany wegetarianizmu
- Laktoowowegetarianizm (owolaktarianizm)
- Laktowegetarianizm
- Owowegetarianizm – dieta, która z produktów zwierzęcych dopuszcza jedynie spożywanie jajek.
- Weganizm – polega na rezygnacji ze spożywania wszelkich pokarmów pochodzących od zwierząt[18]. Poza mięsem nie spożywa się również mleka, serów, jaj i miodu (niektórzy weganie uznają go w swojej diecie, wtedy też pojawia się termin beegan). Terminu weganizm używa się też do określenia proekologicznego stylu życia obejmującego niekorzystanie z produktów, w których powstaniu brały udział zwierzęta, takich jak skórzane ubrania, futra czy testowane na zwierzętach kosmetyki. Przy takim rozumieniu terminu weganizm samą dietę odrzucającą pokarm zwierzęcego pochodzenia nazywa się ścisłym wegetarianizmem.
- Witarianizm – dieta polegająca na spożywaniu wyłącznie produktów świeżych (często łączy się z wegetarianizmem). Odrzuca jakiekolwiek potrawy gotowane. Witarianie rezygnują również z wszelkich napojów typu kawa, herbata.
- Frutarianizm (lub fruktarianizm, fruitarianizm, fruktorianizm) – najbardziej zaostrzona forma wegetarianizmu. Oprócz mięsa i produktów pochodzenia zwierzęcego fruktarianie nie jedzą żadnych owoców i warzyw, których zerwanie uśmierciłoby roślinę (np. sałaty). Ich pokarmem jest produkt naturalny, którego pozyskanie nie wymaga „zabicia” rośliny, czyli owoce w znaczeniu botanicznym, do których zaliczają się: ogórki, kabaczki, pomidory, bakłażany, jak i owoce w znaczeniu kulinarnym, np.: jabłka, banany, pomarańcze itp.
- Liquidarianizm – dieta oparta na spożywaniu witariańskiego pokarmu pod postacią soku. Stosujący tę dietę uważają, że nie obciąża organizmu, jednocześnie dostarczając wszystkich potrzebnych do funkcjonowania składników mineralnych i witamin.
- Sprautarianizm – dieta oparta na spożywaniu w większości kiełków (skiełkowane nasiona roślin-zbóż, warzyw, owoców itd.)[19].

Za rodzaje wegetarianizmu niesłusznie uważa się diety będące wyborem pośrednim pomiędzy dietą obejmującą jedzenie potraw mięsnych a wegetarianizmem. Są to semiwegetarianizm (fleksitarianizm) i jego rodzaje jak pollowegetarianizm oraz ichtiwegetarianizm zwany też pescowegetarianizmem).
W 1847 roku, w czasie pierwszego spotkania Stowarzyszenia Wegetarian w Anglii, ustalono, że wegetarianin to osoba, która odmawia jedzenia jakiegokolwiek rodzaju mięsa. Wcześniej wegetarianie byli często nazywani pitagorejczykami, ponieważ ci także nie spożywali mięsa.

## Motywacja

### Etyka
Wegetarianie nie jedzą mięsa, ponieważ uważają, iż zwierzęta cierpią i powinny być lepiej traktowane. Sprzeciwiają się oni zabijaniu zwierząt na farmach i nadmiernej produkcji mięsa. Argumenty odnoszące się do złych warunków życia zwierząt odnoszą się szczególnie do hodowli przemysłowej.
Niektórzy z etycznych wegetarian porównują zwierzęta do ludzi – według nich zwierzę nie chce zginąć, jednak nie ma żadnego wyboru i zostaje zabrane do rzeźni. Zwierzę ma prawo cieszyć się z życia, nie powinno cierpieć i być zabite tylko po to, aby wyżywić człowieka, gdy istnieją dla niego lepsze źródła pożywienia. Eksperci zajmujący się neurologią zwierząt jednogłośnie twierdzą, że wiele gatunków, zwłaszcza ssaki i ptaki, posiadają mózgi o strukturach analogicznych, jak ludzkie, co sugeruje, że zwierzęta te przeżywają takie same, świadome doświadczenia, co ludzie, w tym ból i emocje.

Dla niektórych wegetarianizm jest także stylem życia opierającym się na ścisłych regułach etycznych nieszkodzenia innym istotom żywym, ściśle powiązanym z szeroko rozumianą ekologią. Opisując swój pobyt w Indiach w 1515 roku, Andrea Corsali w liście do Juliana Medyceusza napisał: 

Pewni niewierni zwani Guzzerati nie żywią się niczym, co zawiera krew, ani nie pozwalają między sobą, aby jakakolwiek krzywda stała się jakiejkolwiek żywej istocie – tak jak nasz Leonardo da Vinci.

#### Głód na świecie
Motywacją do przejścia na wegetarianizm jest również możliwość zmniejszenia głodu na świecie. Produkcja mięsa zużywa duże zasoby pasz, w tym pasz roślinnych. Zmniejsza to ilość produktów roślinnych przeznaczonych na żywność dla ludzi i ogranicza możliwość dostarczania jej biedniejszym regionom, np. Afryce.
W latach 70. w krajach rozwijających się stworzono wiele upraw, aby masowo pokryć zapotrzebowanie na paszę dla zwierząt służących do produkcji mięsa w krajach uprzemysłowionych. Zapotrzebowanie na tereny uprawne prowadziło do masowych wyrębów lasów oraz wielu problemów środowiskowych. Ekologicznie zorientowani wegetarianie upatrują w tej tendencji negatywne skutki, których ich zdaniem można by było uniknąć poprzez zaprzestanie konsumpcji mięsa. Ekonomiści są zdania, że taka struktura zapewnia korzyści w światowym podziale pracy, gdzie rolnicy w krajach rozwijających się mają zapewniony stały dochód i tym samym lepsze warunki życia.

### Ochrona środowiska
Wegetarianie uważają, że masowa hodowla zwierząt przysparza więcej szkód środowisku naturalnemu, niż uprawa roślin. 
Ślad wodny kilograma mięsa wołowego to nawet 15 tysięcy litrów wody, wartości te są nieporównywalne z produkcją roślinną. Dla porównania ślad wodny kilograma ziemniaków to tylko 10–18 litrów wody pitnej.
Zanim zwierzę trafi na talerz przez lata karmione jest pokarmem roślinnym co po uwzględnieniu terenów uprawnych przeznaczonych na uprawę np. paszy wpływa na ogromne różnice w przestrzeni eksploatowanej do wyprodukowania takich samych ilości pokarmu pochodzenia roślinnego a zwierzęcego. 
Przytaczany jest także argument, że aby w przyszłości zaspokoić rosnące zapotrzebowanie na żywność w obliczu ciągłego wzrostu ludności świata, wymagane jest zwiększenie udziału produkcji roślinnej. Problemu tego nie da się rozwiązać na drodze produkcji białka zwierzęcego, ponieważ aby wyprodukować kilogram białka zwierzęcego trzeba zużyć od 5 do 10 kilogramów białka roślinnego.
Obliczenia pokazują, że masowe ograniczenia spożywania mięsa wśród ludzi byłyby najprostszą metodą na obniżenie emisji gazów cieplarnianych i złagodzenie skutków globalnego ocieplenia.

### Religia
Większość religii wypowiada się na temat zabijania zwierząt, a niektóre wręcz zakazują tego, uważając, że zwierzęta mają takie same prawa jak ludzie. Jest to między innymi hinduizm, dżinizm, Ruch Rastafari.

#### Judaizm i chrześcijaństwo
Chrześcijanie, muzułmanie i żydzi posiadają swoje wyobrażenia idealnego „Ogrodu Eden”, gdzie wszystkie żyjące stworzenia pożywiały się jedynie roślinami i nie zabijały innych stworzeń. Chrześcijańscy wegetarianie sugerują, że jedzenie mięsa przez ludzi jest dowodem na ich słabość i uległość wobec zła – za co Bóg ukarał ich skróceniem długości życia. 
Ponadto niektóre przepowiednie biblijne głoszą, że nadejdzie czas, gdy wszystkie stworzenia na świecie będą wegetarianami (Księga Izajasza 11,6-7 – 6Wtedy wilk zamieszka wraz z barankiem, pantera z koźlęciem razem leżeć będą, cielę i lew paść się będą społem i mały chłopiec będzie je poganiał. 7Krowa i niedźwiedzica przestawać będą przyjaźnie, młode ich razem będą legały. Lew też jak wół będzie jadał słomę.). Księga Powtórzonego Prawa zakazuje jedzenia mięsa niektórych zwierząt.
Werset biblijny wykorzystywany przez przeciwników wegetarianizmu to: [...] wszedł Piotr na dach, aby się pomodlić. [...] Odczuwał głód i chciał coś zjeść. Kiedy przygotowywano mu posiłek, wpadł w zachwycenie. Widzi niebo otwarte i jakiś spuszczający się przedmiot [...]. Były w nim wszelkie zwierzęta czworonożne, płazy naziemne i ptaki powietrzne. «Zabijaj, Piotrze i jedz!» – odezwał się do niego głos. «O nie, Panie! Bo nigdy nie jadłem nic skażonego i nieczystego» – odpowiedział Piotr. A głos znowu po raz drugi do niego: «Nie nazywaj nieczystym tego, co Bóg oczyścił». (Dz. 10,9-15, tłum. Biblia Tysiąclecia).
W Starym Testamencie jedzenie mięsa było nakazane podczas Paschy (Wj 12,1-13). O zwyczajach żywieniowych samego Jezusa wiadomo niewiele, aprobował jednak jedzenie ryb (zarówno karmiąc nimi swoich uczniów, Mt 14, Mk 6), jak i cudownie napełniając sieci rybackie (Łk 5,6, J 21,6). Wegetarianizm był często praktykowany przez gnostyków, takich jak katarzy, którzy jednak byli grupą synkretyczną, a nie ściśle chrześcijańską. Dziś największym Kościołem promującym dietę bezmięsną jest Kościół Adwentystów Dnia Siódmego.
W judaizmie mięso może być spożywane tylko wtedy, gdy spełnia zasady koszerności. Aby mięso pewnych zwierząt było koszerne, muszą one zostać zabite w określony sposób, zgodnie z zasadami szechita, tzn. w obecności dorosłego, religijnego Żyda, bez wcześniejszego ogłuszenia zwierzęcia, poprzez podcięcie przełyku i tętnic.

#### Hinduizm
Spożycie mięsa jest wyraźnie zakazane w świętych pismach hinduizmu (np. Bhagawadgicie, Mahabharacie czy Manusmryti) i traktowane jako niemoralne, ponieważ jego produkcja powoduje cierpienie zwierząt.
Spora część hinduistów, szczególnie bramini, nie jedzą niczego, co zostało uzyskane poprzez cierpienie zwierząt, czyli mięsa, jaj oraz pochodnych. Mleko krów, bawołów i kóz oraz inne produkty z niego uzyskane jest akceptowane (z wyjątkiem sera zawierającego podpuszczkę), ponieważ mleko jest dawane ludziom bez oporów. Ponadto skóra krów, które zmarły śmiercią naturalną jest akceptowana. Wszyscy praktykujący hinduiści powstrzymują się od spożycia wołowiny.

#### Islam
Islam zabrania jedzenia żywności zwanej haram. Spośród mięs do haram należy wieprzowina, krew oraz padlina.
Jednakże wiele innych gatunków mięs (np. jagnięcina, drób) jest dozwolone w świetle szariatu (a więc jest halal) o ile zwierzę zostanie zabite w sposób zgodny z wymogami religii. Niedopuszczalne jest m.in. jakiekolwiek ograniczenie cierpienia – ubój jest dokonywany przy pełnej świadomości zwierzęcia.

#### Buddyzm
Istnieje wiele płaszczyzn interpretacji buddyjskiego przykazania ahimsy: Jedni buddyści spożywają mięso (według zasady spisanej w kanonie palijskim) pod warunkiem, że zwierzę nie zostało zabite po to, żeby mogli je zjeść i jeśli nie widzieli, jak jest zabijane. Inni buddyści nie spożywają mięsa, powołując się na pełną konsekwencję zasady ahimsy.
Zazwyczaj ideał wegetariański częściej postulowany jest w buddyzmie Mahajany, i jedzenie mięsa częściej usprawiedliwiane w buddyzmie Therawady (mnisi tego odłamu nie mogą pogardzić posiłkiem im ofiarowanym, w tym także mięsem).
Na przykład Dalajlama jada mięso a Karmapa XVII Ogjen Trinle Dordże ogranicza jego spożycie, ograniczając też jedzenie mięsa wśród mnichów w klasztorach mu podległych.
Buddyści zezwalający na jedzenie mięsa, zazwyczaj twierdzą, że Budda Śakjamuni spożywał mięso, czego dowodem jest zapis, iż zmarł od kawałka ciężkostrawnej wieprzowiny. Jednakże występujące w nim słowo, sūkara-maddava, można tłumaczyć na cztery sposoby:
1. delikatny pokarm świni,
2. przysmak świni,
3. delikatną część ciała świni,
4. stratowany przez świnię[36].

Rzeźnictwo przez wiele lat było zawodem zabronionym buddystom tak jak aktorstwo chrześcijanom.

#### Ruch Rastafari
Wielu Rasta przestrzega Ital oraz jest weganami lub wegetarianami. Strona informująca o diecie Ital podaje, że Rasta uważają ciało za świątynię Jah, wobec czego należy się o nią troszczyć i odpowiednio dbać. Dieta Ital jest w zasadzie wegetariańską. Rasta nie je ciała zmarłych zwierząt. Dar życia jest darem Jah i tylko jemu przynależy prawo do odebrania go. Dodatki chemiczne, sztuczne i rzeczy, które nie są naturą, są unikane. Także z Biblii pochodzi zakaz dodawania soli do potraw. Rasta do potraw dodają wiele ziół, których użycie jest sztuką i częścią ich kultury. Najsilniejsze ze wszystkich ziół, święte zioło ganja, nie jest jednakże ograniczone tylko do roli dodatku do dań.
Cytaty z Pisma wykorzystywane przez Rasta na potwierdzenie wegetarianizmu:
- „Lepszy jest pokarm z jarzyny, gdzie jest miłość, niżeli z karmnego wołu, gdzie jest nienawiść.” (Przyp. 15:17, Biblia Gdańska). W Biblii Tysiąclecia brzmi on: „Lepsze jest trochę jarzyn z miłością, niż tłusty wół z nienawiścią.” W istocie nie zawiera on jednak potępienia mięsa – implicite jest tu ono wręcz uznane za pokarm lepszy.
- „...będziesz pożywał ziela polnego.” (1 Moj. 3:18, BG).
- „Sprawiasz, że rośnie trawa dla bydła i rośliny na użytek człowieka” (Psalm 104). Por. jednak Rdz 9,3: „Wszystko, co się porusza i żyje, jest przeznaczone dla was na pokarm, tak jak rośliny zielone, daję wam wszystko”.

## Zdrowie
Przeczytaj ostrzeżenie dotyczące informacji medycznych i pokrewnych zamieszczonych w Wikipedii.
Odpowiednio skomponowana dieta wegetariańska, włączając w to różne odmiany wegetarianizmu oraz ścisłe diety wegańskie, jest korzystna dla zdrowia i może zapewnić wszystkie niezbędne składniki odżywcze w ilościach rekomendowanych przez organizacje zajmujące się odżywianiem, wszystkim grupom wiekowym, także kobietom w ciąży oraz sportowcom, aczkolwiek w niektórych przypadkach zalecana jest dodatkowo suplementacja, np. kwasami tłuszczowymi omega-3, witaminą B12 lub witaminą D. Wegetarianie umierają na choroby serca o 29% rzadziej niż nie-wegetarianie, a na raka 18% rzadziej. Dieta wegetariańska zmniejsza też ryzyko i objawy cukrzycy, i otyłości. Gęstość kości ludzi na diecie wegańskiej jest mniejsza w porównaniu z gęstością kości nie-wegan, jednakże różnica jest na tyle mała, że nie ma to znaczenia klinicznego.
Polski Instytut Żywności i Żywienia stoi na stanowisku, iż prawidłowo zbilansowane diety wegetariańskie – zarówno laktowegetariańska jak i laktoowowegetariańska – zapewniają niezbędne składniki odżywcze, mogą być stosowane u dzieci i młodzieży oraz zapewniają korzyści zdrowotne przy zapobieganiu i leczeniu wielu chorób (osteoporoza, dna moczanowa, niektóre nowotwory, stany zwyrodnieniowe, otyłość, cukrzyca, nadciśnienie tętnicze) szczególnie u osób dorosłych.
Stwierdzono, że w pewnych okresach życia, jak przy każdej niewłaściwie skomponowanej diecie, również przy wegetariańskiej, mogą występować niedobory – w tym wypadku głównie witaminy B12 (ale mogą one występować także u osób starszych, odżywiających się „wszystkożernie”, z powodu zaniku czynnika wewn. umożliwiającego przyswajanie), witaminy D (u dzieci i młodzieży), żelaza i cynku. Niedoborów można stosunkowo łatwo uniknąć, modyfikując odpowiednio swoją dietę w tych okresach życia poprzez włączenie do posiłków produktów wegetariańskich bogatszych w te witaminy i minerały. W uzasadnionych medycznie przypadkach można również uzupełniać niedobory sztucznie, poprzez regularne spożywanie odpowiednich suplementów stosując się do zalecanego dawkowania.
Krytycy wegetarianizmu wskazują na zagrożenia zdrowia, które są związane z niewystarczającym zaopatrzeniem organizmu w witaminy, minerały i aminokwasy. Przytaczają też argumenty, że człowiek może łatwiej przetwarzać białko pochodzenia zwierzęcego niż roślinnego. W Niemczech, gdzie średnia ilość dostarczanego do organizmu przeciętnego obywatela białka, znajduje się powyżej średniej Niemieckiego Stowarzyszenia Żywieniowego, może się to wiązać ze spadkiem kondycji i wytrzymałości fizycznej.
Weganie, przy odpowiednim doborze produktów żywnościowych, nie mają problemu z zaopatrzeniem organizmu w odpowiednią ilość białka. Co więcej, zgodnie ze stanowiskiem Amerykańskiego Stowarzyszenia Dietetyków, nie ma potrzeby tworzenia celowych połączeń produktów roślinnych, aby zapewnić odpowiedni bilans azotowy u zdrowych ludzi.
Co do zaopatrzenia w istotne dla zdrowia osiem aminokwasów wegetarianie powołują się na badania, zgodnie z którymi aminokwasy przy zróżnicowanym sposobie żywienia są przyswajalne w nawet większej ilości, niż stanowi norma.
U wegetarian w kulturze zachodniej liczba przypadków zaburzeń nastroju i depresji jest większa, niż u osób jedzących mięso, nie stwierdzono jednak związku przyczynowego pomiędzy dietą wegetariańską a zaburzeniami psychicznymi. Kobiety wegetarianki raportują także więcej problemów związanych z cyklem menstruacyjnym, nawet przy zachowaniu innych zdrowych nawyków, jak aktywność fizyczna. Nieznane jest podłoże przyczynowe tej zależności, ale może mieć to związek z niedoborem niektórych składników odżywczych, których zapotrzebowanie organizmu trudniej zaspokoić przy pomocy produktów żywnościowych pochodzenia roślinnego. Zaobserwowano związek pomiędzy zdrowiem psychicznym, a niedoborami m.in. witaminy D, witamin z grupy B, kwasów tłuszczowych omega-3, kwasu foliowego, wapnia, żelaza, selenu, cynku, tryptofanu. Z tego powodu odpowiednia kompozycja diety wegetariańskiej, ze szczególnym uwzględnieniem różnorodnych źródeł białka, jest kluczowa dla zachowania optymalnego zdrowia.

### Składniki odżywcze w diecie wegetariańskiej
| Składnik spożywczy | Wegetariańskie źródła składnika |
| ------------------ | --- |
| Witamina B12       | produkty mleczne, jaja; produkty zawierające niewielkie ilości witaminy, często w zmiennych ilościach: niektóre algi (taśma, nori, chlorella), niektóre grzyby (lejkowiec dęty, pieprznik jadalny, twardnik japoński, soplówka jeżowata, pieczarka dwuzarodnikowa), żywność fermentowana przy obecności specyficznych bakterii (np. tempeh, kapusta kiszona)                 |
| Witamina D         | krótkotrwała ekspozycja na słońce bez kremów ochronnych (opalenizna i oparzenia słoneczne, jako reakcje obronne, oznaczają, że ekspozycja jest nadmierna), grzyby (w tym drożdże, szczególnie te naświetlane promieniami UV lub suszone w słońcu), jaja i nabiał (zwłaszcza, jeśli zwierzęta karmiono paszą bogatą w witaminę D, lub przebywały one na otwartej przestrzeni) |
| Białko             | produkty sojowe (tofu, tempeh, jogurt sojowy), jaja, mleko i sery, orzechy (orzeszki ziemne, orzechy włoskie, orzechy laskowe, migdały), nasiona (sezam, konopie, pestki dyni, słonecznik), warzywa strączkowe (soczewica, ciecierzyca, fasola), drożdże, czekolada, spirulina, chlorella, grzyby (shitake)                                                                  |
| Omega-3            | oleje (lniany, rzepakowy, sojowy), nasiona (siemię lniane, konopie siewne), orzechy włoskie |
| Żelazo             | zielone warzywa liściaste, fasola, soczewica, tofu i inne wyroby sojowe, goji, glony, chleb pełnoziarnisty, nasiona dyni i słonecznika, orzechy, suszone owoce. |
| Wapń               | ziarna sezamu, mleko i produkty mleczne, tofu (serek sojowy), zielone warzywa (szpinak, brokuły), rośliny strączkowe, brązowy ryż, wzbogacane mleko sojowe i ryżowe, migdały, pomidory, mielone skorupki jajek |
| Cynk               | soczewica, dynia, chleb pełnoziarnisty, brązowy ryż, ziarna sezamu, orzechy, pieczarki |

Należy zaznaczyć, iż wciąż istnieją pewne kontrowersje, co do występowania witaminy B12 w produktach roślinnych takich jak algi czy tempeh i część autorów raportuje występowanie w nich raczej analogów tej witaminy, które nie są przyswajalne przez ludzki organizm, a mogą nawet upośledzać przyswajanie innych form B12. Miód nie zawiera tej witaminy.
Niedobory witaminy B12 są niebezpieczne i mogą prowadzić do poważnych chorób układu nerwowego.
Wegetarianie, przy odpowiednio zbilansowanej diecie, nie powinni mieć problemów z dostarczeniem wraz z pożywieniem właściwych ilości witaminy B12, ale dla bezpieczeństwa zaleca się wykorzystywać w diecie żywność wzbogacaną w witaminę B12, bądź stosować suplementy.

### Wzorzec zdrowej diety wegetariańskiej
Współczesne przewodniki dietetyczne zawierają informacje na temat zdrowych, zbilansowanych diet wegetariańskich, np. w 2015 roku U.S. Department of Health and Human Services wraz z U.S. Department of Agriculture wydały ósmy już przewodnik odżywiania dla Amerykanów (2015–2020 Dietary Guidlines for Americans), który w oparciu o dostępne dowody naukowe przedstawia wzorzec wegetariańskiej i wegańskiej diety, która zaspokaja potrzeby żywieniowe człowieka.
| Wzorzec zdrowej diety wegetariańskiej i wegańskiej przy zapotrzebowaniu energetycznym 2000 kcal                                                                                        | Wzorzec zdrowej diety wegetariańskiej i wegańskiej przy zapotrzebowaniu energetycznym 2000 kcal |
| --- | ----------------------------------------------------------------------------------------------- |
| Warzywa | 4 porcje dziennie                                                                               |
| ciemnozielone warzywa (świeże, mrożone, puszkowane, surowe lub gotowane warzywa o ciemnozielonych liściach, np. brokuł, szpinak, sałata rzymska, jarmuż, kapusta, rzepa, zioła)        | 1½ porcji tygodniowo                                                                            |
| czerwone i pomarańczowe warzywa (świeże, mrożone, puszkowane, surowe, gotowane lub sok, np. pomidory, sok pomidorowy, czerwona papryka, marchew, słodkie ziemniaki, dynia)             | 5½ porcji tygodniowo                                                                            |
| warzywa strączkowe (gotowane suszone lub puszkowane fasola i groch, np. biała fasola, czarna fasola, soczewica, ciecierzyca, bób, z wyjątkiem fasolki szparagowej i zielonego groszku) | 3 porcje tygodniowo                                                                             |
| warzywa bogate w skrobię (świeże, mrożone, puszkowane warzywa bogate w węglowodany, np. ziemniaki, kukurydza, zielony groszek, maniok)                                                 | 5 porcji tygodniowo                                                                             |
| inne warzywa (świeże, mrożone, puszkowane, surowe lub gotowane warzywa, np. sałata, fasolka szparagowa, ogórki, kapusta głowiasta, seler, cukinia, grzyby, zielona papryka)            | 4 porcje tygodniowo                                                                             |
| Owoce (świeże, mrożone, puszkowane, suszone i soki owocowe, np. pomarańcze, sok pomarańczowy, jabłka, sok jabłkowy, banany, winogrona, melon, jagody, rodzynki)                        | 2 porcje dziennie                                                                               |
| Produkty zbożowe | 5½ porcji dziennie                                                                              |
| pełnoziarniste zboże (np. chleb pełnoziarnisty, pełnoziarniste płatki zbożowe i krakersy, owsianka, prażona kukurydza, brązowy ryż, kasze, otręby)                                     | ≥ 3½ porcje dziennie                                                                            |
| zboża rafinowane (np. biały chleb, makaron, biały ryż) | ≤ 3 porcje dziennie                                                                             |
| Produkty mleczne (mleko, wzbogacone mleko sojowe, jogurt, desery mleczne, ser) | 3 porcje dziennie                                                                               |
| Źródła białka (np. jaja, produkty sojowe, tofu, orzechy, masło orzechowe, nasiona) |                                                                                                 |
| jaja | 3 szt. tygodniowo                                                                               |
| produkty sojowe | 2 filiżanki tygodniowo                                                                          |
| orzechy i nasiona (szczególnie polecane orzechy włoskie i siemię lniane ze względu na zawartość kwasów tłuszczowych omega-3)                                                           | 1 porcja dziennie                                                                               |
| Oleje (zdrowe oleje roślinne, polecany olej lniany i olej rzepakowy, ze względu na zawartość kwasów tłuszczowych omega-3)                                                              | 2 łyżki dziennie                                                                                |
| Limit kalorii na inne jedzenie (np. alkohol, czekolada, słodycze itp.) | 290 kcal (15%)                                                                                  |

## Europejski znak wegetariański
W składzie niektórych przetworzonych produktów żywnościowych można znaleźć składniki niewegetariańskie takie jak: żelatyna lub podpuszczka. Dla oznaczenia produktów wegetariańskich stosuje się różnorodne symbole rozpoznawcze. Europejska Unia Wegetariańska wprowadziła oznaczenie tzw. Vlabel – europejski znak wegetariański, przy pomocy którego oznaczane są produkty wegetariańskie.

## Wegetarianizm na świecie
Najwięcej wegetarian żyje w Indiach. Według ankiety opublikowanej w 2007 roku przez Hindu i CNN-IBN 40% Hindusów jest wegetarianami (31% to laktowegetarianie, a 9% spożywa także jaja). Najwięcej wegetarian spotyka się wśród dżinistów i braminów (55%), stosunkowo zaś mało wśród muzułmanów (3%) i rezydentów przybrzeżnych obszarów kraju. Ankiety przytaczane przez FAO i USDA szacują liczbę wegetarian na 20–42% społeczeństwa.
Największym odsetkiem wegetarian w Europie cechują się Włochy (10%).
Dane dotyczące liczby wegetarian w Niemczech nie są jednolite: według Agriculture and Agri-Food Canada w Niemczech jest ich 6 mln, a badanie przeprowadzone przez Institut Produkt und Markt wykazało, że 9% populacji jest wegetariańska (ok. 7 mln 380 tys. osób),
i jak podaje włoski instytut badawczy Eurispes, jest to trzeci najwyższy wskaźnik wegetarianizmu w Unii Europejskiej (po Włoszech i Szwecji). Natomiast Instytut Maxa Rubnera (Max Rubner Institute) na podstawie oceny statystycznie reprezentatywnego Państwowego Monitoringu Żywieniowego (Auswertungsergebnisse des Nationalen Ernährungsmonitorings – NEMONIT) podaje, że w 2012 r. liczba wegetarian podwoiła się i wynosi ok. 2% (w porównaniu z przednim badaniem z lat 2005–2007 – Nationalen Verzehrsstudie II).
Badania przeprowadzone we wrześniu 2013 r. przez Instytut Badania Opinii Publicznej Homo Homini wykazały, że w Polsce 1,6%, tj. ok. 0,5 mln osób jest weganami, 1,6% stosuje dietę laktoowowegetariańską, a wegetarianami określiło się 3,7% respondentów.
Według danych z 2017 roku, w Stanach Zjednoczonych z mięsa rezygnuje 6% społeczeństwa, w Kanadzie według badań przeprowadzonych przez Dalhousie Universit – 9,4%.
W Ameryce Łacińskiej wysokim odsetkiem wegetarian charakteryzuje się Brazylia – 5%.
W Australii na podstawie National Nutrition Survey liczbę wegan i wegetarian szacuje się na ok. 4% populacji.